# Старо-Гафнеровский
Старо-Гафнеровский (также Гафнеровский, Лобачевский) — исчезнувший хутор в Ольховском районе Волгоградской области. Хутор располагался на левом берегу реки Арчеды (при устье Погожьей балки)

## История
Основан немецкими поселенцами не позднее 1915 года. В 1915 году на хутор проживало 225 жителей, хутор относился к  Арчадино-Чернушинской волости Усть-Медведицкого округа Области Войска Донского
С 1928 года — в составе Ольховского района Камышинского округа (округ ликвидирован в 1934 году) Нижневолжского края, с 1935 года — Сталинградского края (с 1936 года — Сталинградской области, с 1961 года — Волгоградской области). В 1930 году был организован национальный – немецкий сельсовет № 5 (5-й групповой сельсовет) с центром в хуторе Старо-Гафнеровском. 

28 августа 1941 года был издан Указ Президиума ВС СССР о переселении немцев, проживающих в районах Поволжья. Немецкое население было депортировано. 
В 1954 году	Дудачинский, 5-й групповой и 6-й групповой сельсоветы Ольховского района были объединены в один Дудачинский сельсовет с центром в посёлке Дудачный.
В 1963 году в связи с расформированием Ольховского района Дудаченский сельский совет был передан в состав Фроловского района. В 1964 году хутор Старо-Гафнеровский был исключён из учётных данных в связи с переселением его жителей в посёлок Дудаченский 1-го Дудаченского сельсовета.

## Население
Динамика численности населения
| 1915 | 1926 | 1936 |
| ---- | ---- | ---- |
| 225  | 201  | 227  |